# Ludwig Traube (läkare)

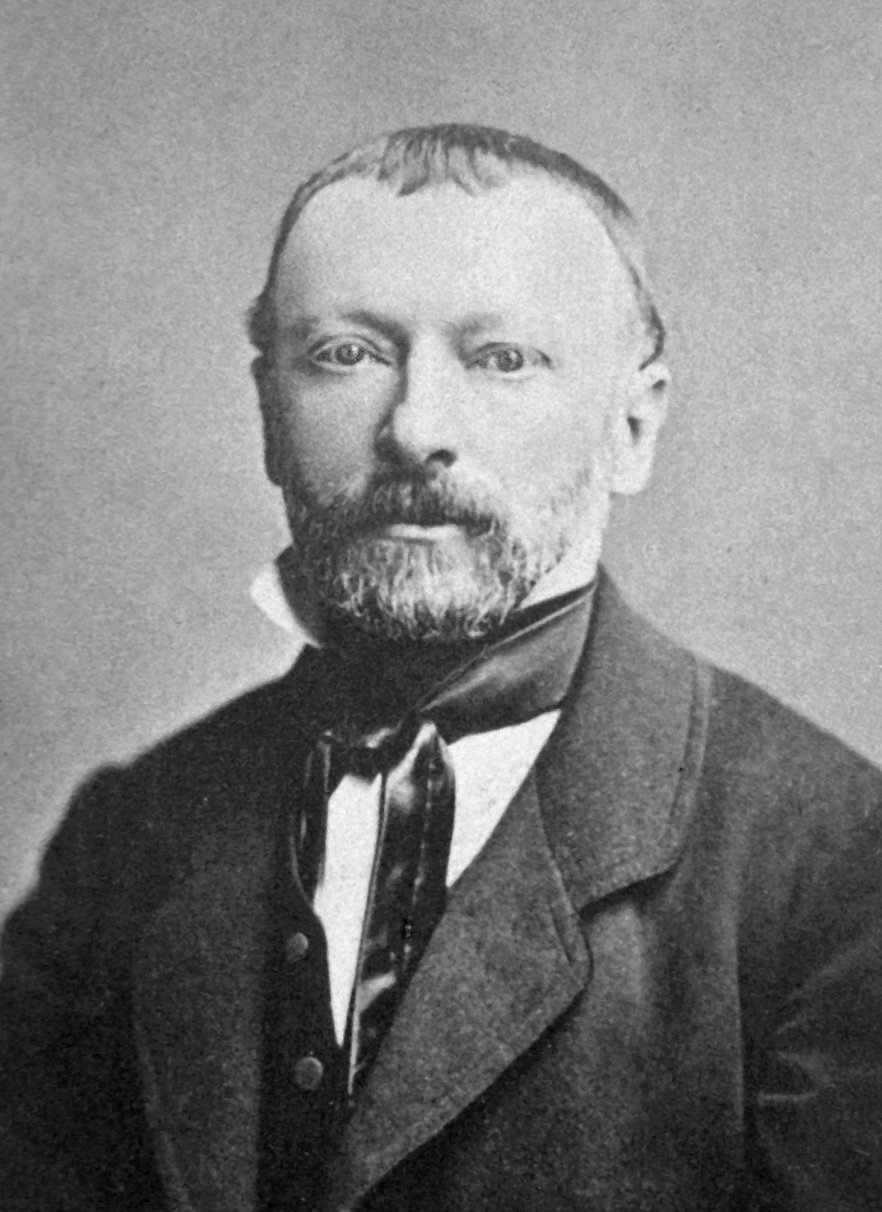
Ludwig Traube.

Ludwig Traube, född 12 januari 1818 i Ratibor, död 11 april 1876 i Berlin, var en tysk läkare. Han var far till filologen Ludwig Traube.
Traube blev 1840 medicine doktor i Berlin och började 1843 undervisa i auskultation och perkussion. Då emellertid till följd av ett förbud av fattigvårdsstyrelsen hans undervisningsmaterial i högsta grad inskränktes, övergick han till djurförsök och nådde genom dem viktiga resultat. Hans studier över orsaken till de förändringar i lungorna, som uppstår vid avskärning av  nervus vagus (1846), liksom hans Beitrag zur Lehre von den Erstickungserscheinungen am Respirationsapparat (1847) tilldrog sig stor uppmärksamhet. 
Först efter de politiska omvälvningarna 1848 kunde Traube, såsom varande jude, anställas som privatdocent vid Berlins universitet. Där utvecklade han vid Charitésjukhuset en mycket betydande verksamhet som lärare och forskare samt utnämndes 1857 till extra ordinarie och 1872 till ordinarie professor. 
Traubes många kasuistiska och experimentella arbeten, bland vilka utom de redan nämnda särskilt bör framhållas de över febern, över verkningarna av digitalis och över sambandet mellan hjärt- och njursjukdomar (Ueber den Zusammenhang von Herz- und Nierenkrankheiten, 1856), utgavs i två band 1871 (Gesammelte Beiträge zur Pathologie und Physiologie); ett tredje band, innehållande hans dagböcker och övriga efterlämnade skrifter, publicerades postumt av Albert Fraenkel 1878.